# Michael von Kaler
Michael Ingomar von Kaler zu Lanzenheim (* 17. Mai 1961 in Werne an der Lippe) ist ein deutscher Bildhauer.

## Leben
Kaler wuchs in Werne an der Lippe und Voerde (Niederrhein) auf. Nach Abitur und Zivildienst besuchte er von 1980 bis 1987 die Kunstakademie Düsseldorf. Er war Schüler von Ulrich Rückriem.
Kaler lebt seit 1987 in Köln. Er wohnt und arbeitet in einem von Hans Schilling entworfenen Atelier am Rande des Stadtgartens.

## Werk
Das Werk besteht aus Skulpturen, Installationen, Happenings und Fotografien. Auf seiner Website teilt Kaler seine Werke mit Symbolen in vier Kategorien ein: Kreise, Rechtecke, Reihen, Sonstiges. Als Materialien kommen vor allem Metall, Glas und Holz zum Einsatz. Viele Objekte lassen sich der Kunstströmung Land Art zuordnen. Nach Hannelore Kersting wiederholt sich in Kalers Kunst beharrlich das Prinzip der Reihung:

„Einheitliche Elemente werden jeweils in gleichmäßigen Abständen nebeneinander platziert, bis sie eine übergreifende Grundform bilden; eine Reihe – hin und wieder auch ein ganzes Feld von Reihen – oder einen Kreis. […] Die gleichmäßige Reihung ist ein ebenso leicht verständliches wie künstliches Ordnungssystem, das die einzelnen Elemente kompromisslos in geregelte Beziehung zueinander setzt. […] Dabei wird die serielle Reihung zu einem Gerüst für die sinnliche Wahrnehmung, um das sich eigene Gedanken und Träume ranken.“

## Ausstellungen/Werke (Auswahl)
- 1987: FEUERKREIS, ⌀ 9m, Voerde am Niederrhein
- 1988: Einzelausstellung im Stadtpark Düren, 20 Landartobjekte und Aktionen / ZWÖLF ZELTE, Domburg/Niederlande
- 1989 FÜNF EXPLOSIONEN, Waldviertel/Österreich
- 1990 POSITIONSLICHT Schornstein Hagenwerk Köln
- 1991 FEUERTEPPICH, Kohle / Einzelausstellung (Studio), Museum Abteiberg Mönchengladbach, Katalog
- 1992 KREIS, Straßennägel, ⌀ 9m, Köln/Kalk
- 1993 KREIS, überfahrbare Straßenbeleuchtung, ⌀ 9m, Blaufelden / Einzelausstellung Kwattafabrik/Köln / Gruppenausstellung „11“, Kölnischer Kunstverein, Katalog
- 1994 Projizierter KREIS aus blauen Punkten, ⌀ 0,5m / Jahresgabe für das Museum Abteiberg, Mönchengladbach / LEUCHTENDER KRANZ, ⌀ 1,2m, 1000 Leuchtmittel blau, Köln / LEUCHTENDER KRANZ, ⌀ 1,4m, 1500 Leuchtmittel rot, Köln
- 1995 Gruppenausstellung Museum Schloss Arolsen, PRINZENZIMMER, Katalog / ACHT BALLONE, signalorange, Köln
- 1996 Arbeiten mit chemischem Licht, LINIE, MOBILE / 6 Landart-Ausstellungen im öffentlichen Raum Köln (Stadtgarten, Blücherpark, Grüngürtel), gefördert von der Stiftung Kunst und Kultur NRW und INGOLD AIRLINES
- 1997 DAS FELD, 486 chemische Leuchtmittel, gefördert von OMNIGLOW™️, Galerie Buchmann, Köln / POSITIONSLICHT, Landartgalerie Mechtenberg, Höhe 40m, Projekt der IBA Emscher Park
- 1998 FEUERKREIS AUF ZOLLVEREIN, Essen, ⌀ 30m, mit dem Kunstverein Ruhr / Helicopter sponsored by INGOLD AIRLINES
- 1999 FEUERTEPPICH, mit Fransen, Farbdruck auf Teppich
- Seit 2000 jährliche Atelierausstellung
- 2000 GRÜNE LATERNEN, Stadtgarten Köln, zu PLAN2000 Forum aktueller Architektur, in Zusammenarbeit mit dem Grünflächenamt der Stadt Köln
- 2001 LOVE-FLAGGE, mit Mast, Köln
- 2002 WINDSPIELARENA
- 2004 DER BEFALL, circa 1000 Weidenzweige, signalrot, Ausstellung mit SOUVENIR im Atelier
- 2006 DIE MURMELINSEL
- 2007 DER GLOBUS / DIE WIESEL
- 2008 DAS ZELTLAGER auf Kölner Dächern, und PLASTIKKIRSCHBLÜTE an Esche im Herbst, Josef-Haubrich-Hof Köln zu PLAN2008, Forum aktueller Architektur
- 2009 DIE WOLKE, circa 15 000 Stk. Vulkangestein, Ausstellung im Atelier
- 2010 DIE GOLDENE ZEITKISTE
- 2011–2014 Tischtennisballobjekte
- 2013 DAS SCHWARZE GEBIRGE
- 2014 DER NICHTRELIGIÖSE OPFERSTOCK
- 2015 DER BRUNNEN / DIE SANDBURG / DER MANTEL DER LIEBE
- 2016 DER MANTEL DER LIEBE im Lehmbruck-Museum Duisburg, Ausstellung „on surface“ / DIE SCHNULLERPFLANZE und DIE BRASILIANISCHE VERWANDTE, sponsored by NUK™️
- 2017 JUCHHU-FLAGGE, mit Mast / LIVE VEST IS UNDER YOUR SEAT, 12 Stühle / VIELEN DANK FÜR IHR VERSTÄNDNIS, Autobahnschild signiert
- 2018 DAS GROßE BLUMENTIER / NĀ LEI, Blumenkränze
- 2019 DER INDISCHE SEILTRICK / DIE IKONE
- 2020 FÜNF EXPLOSIONEN, Waldviertel/Österreich, bearbeitet / DER DRAHT / FÜNF BALLONE / MOBILE (chemisches Licht)
- 2021 DIE STARTRAMPE

## Kataloge
- Silvia Langhoff, Michael von Kaler: 10.2.–17.3.1989, Galerie Rahmel, Köln. Galerie Rahmel (Hrsg.), Köln.[3]
- Michael v. Kaler: Ausstellung, Städtisches Museum Abteiberg Mönchengladbach, 21. April–16. Juni 1991. Verlag Das Museum, 1991.[4]
- Birgit Kümmel, Andrea El Danasouri: Quintessenz. Tony Clark, Seet van Hout, Michael von Kaler, Ivo Ringe, Jon Shelton. (Mit Fotografien von Dieter Schwerdtle); Museum Stadt Arolsen, 1995. ISBN 3-930930-00-5